# Beheta, Volodîmîr-Volînskîi
Beheta (în ucraineană Бегета, ucraineană Beheta) este un sat în comuna Berezovîci din raionul Volodîmîr-Volînskîi, regiunea Volînia, Ucraina.

## Demografie
Componența lingvistică a localității Beheta
     Ucraineană (99,27%)
     Alte limbi (0,73%)
Conform recensământului din 2001, majoritatea populației localității Beheta era vorbitoare de ucraineană (99,27%), existând în minoritate și vorbitori de alte limbi.